# Língua quíchua
O quíchua (em quíchua: qhichwa simi ou runa simi; também chamado de quechua ou quéchua), é uma importante família de línguas indígenas da América do Sul, ainda falada hoje por cerca de dez milhões de pessoas de diversos grupos étnicos da Argentina, Bolívia, Chile, Colômbia, Equador, Peru e ao longo dos Andes. Possui vários dialetos inteligíveis entre si. É uma das línguas oficiais da Bolívia, do Peru e do Equador. 

## Generalidades

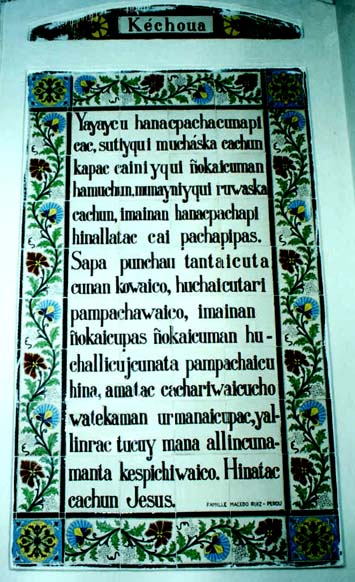
Mural com a oração cristã do pai-nosso em quíchua, na Igreja do Pai-nosso, em Jerusalém.

O quíchua era falado na região central dos Andes antes da formação do Império Inca, o qual adotou-a como oficial da administração. Ainda é falado hoje, na forma de vários dialetos, sendo o idioma nativo mais falado na América do Sul. Sua influência distribui-se no Peru, centro e sudoeste da Bolívia, sul da Colômbia e do Equador, norte da Argentina e norte do Chile.

## História
Desde muito antes da ascensão do Império Inca, no século XV, os diversos dialetos quíchuas eram amplamente disseminados na região. Os incas adotaram oficialmente o dialeto conhecido como o clássico ou do sul. Com a expansão do império por conquistas, esse dialeto se tornou a língua franca do Peru pré-colombiano, mantendo essa condição mesmo depois da conquista pela Espanha no século XVI. 
Antes da chegada dos espanhóis e da introdução do alfabeto latino, a língua Quéchua não tinha forma escrita. As informações numéricas eram registradas pelos incas por meio de quipos (cordões coloridos de lã com diversos nós). Os registros escritos mais antigos do quíchua são do frei Domingo de Santo Tomás, chegado ao Peru em 1538, falando o idioma a partir de 1540, publicando sua gramática (em inglês: Grammatica o arte de la lengua general de los indios de los reynos del Perú; romaniz.: lit. "Gramática ou arte da língua geral dos índios dos reinos do Peru") em 1560.
Muitos consideram o quíchua como uma língua do grupo quechumaran, junto com a língua aimará, principalmente pelo fato de ambas línguas terem muitas palavras em comum. Essa proposta apresenta controvérsias, visto que, se os cognatos são bem próximos (mais próximos até que cognatos "intraquéchuas"), o sistema de afixos é bem diferente. As similaridades podem se dever mais ao contato entre os falantes das duas línguas do que a origem comum. O quíchua foi espalhado para mais além das fronteiras do Império Inca pela Igreja Católica, que a escolheu para sua pregação entre os índios. Onde os povos quíchua e aimará convivem, os falantes do espanhol dão preferência aos termos quíchuas. No sul rural da Bolívia, há inclusive palavras quíchuas que são usadas inclusive pelos que falam só aimará, como wawa (em quíchua: wawa; lit. "criança"), michi (em quíchua: michi; lit. "gato"), wasca (em quíchua: wasca; lit. "barbante", ou ainda "puxar com força").
Hoje, o quíchua é uma língua oficial no Peru e na Bolívia, junto com o espanhol e o aimará. A maior dificuldade para o uso mais corrente e ensino do quíchua é a falta de material escrito na língua, tais como jornais, livros, revistas, softwares etc. As tecnologias de informação e comunicação vêm dificultando ainda mais o uso do idioma. Tanto o quíchua como o aimará e as demais línguas indígenas da América sobrevivem apenas na linguagem oral.
Vários vocábulos originais da língua entraram nas línguas modernas através do espanhol, tais como coca, condor, guano, gaúcho, inca, lhama, pampa, batata (passando de papa para papata e patata), puma, vicunha, chaco, mate, guampa, chácara, etc.

## Geografia

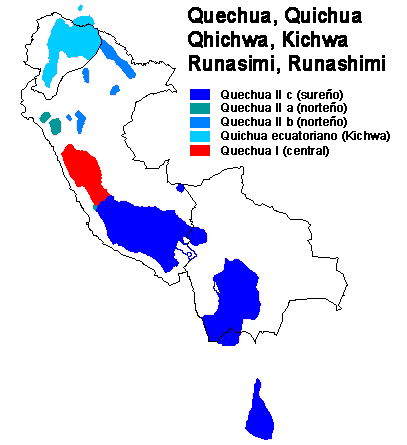
Subgrupos quíchuas

### Dialetos
O idioma quíchua se distribui conforme os dialetos a seguir:
- Quíchua I ou waywash (em quíchua: Waywash), falado nas terras mais altas do Peru central. É o mais diferente dos dialetos, sendo considerado por alguns estudiosos como sendo uma língua separada.[4]

- Quíchua II ou Wanp'una (viajante) (em quíchua: Wanp'una), apresenta três ramos:
- II-A: quíchua yunkay (em quíchua: quíchua yunkay), falado em pontos das terras altas ocidentais do Peru.
- II-B: quíchua nortenho (em quíchua: runasimi ou kichwa, no Equador), falado na Colômbia, no Equador e nas terras de planície na Amazônia peruana e equatoriana.
- II-C: quíchua do sul (em quíchua: quíchua do sul), falado nas terras altas do sul do Peru, na Bolívia, na Argentina e Chile. É o principal ramo, pois apresenta o maior número de falantes e tem um legado cultural e literário significativo.

Essa classificação tradicional é um guia útil, embora recentemente haja quem o conteste devido ao aparecimento de outras formas de falar quíchua que são intermediárias às citadas acima.   

### Falantes
O número de falantes varia segundo a fonte. Os números mais confiáveis vêm dos censos do Peru (1993) e Bolívia (2001), embora provavelmente sejam subavaliados, por falta de mais dados. Por exemplo, o último censo do Equador (2001) registrou 500 mil falantes para o quíchua e o kichwa juntos, enquanto que há fontes que dão conta de 1,5 a 2,2 milhões de falantes.
- Argentina: 600 000 a 1 000 000
- Bolívia: 2 100 000 (2001)
- Chile: pouquíssimo, em bolsões no altiplano norte (Ethnologue)
- Colômbia: 9 000 (Ethnologue)
- Equador: 500 000 a 1 000 000
- Peru: 3 200 000 (1993)

Além disso, podem haver centenas ou mesmo milhares de falantes do quíchua fora das áreas tradicionais, em comunidades imigrantes.

## Fonologia e ortografia
As descrições a seguir valem para o dialeto qusqu-qullaw, de Cusco, havendo diferenças grandes nos outros dialetos.

### Vogais
O quíchua possui apenas três vogais: /a/ /i/ /u/, tal como o aimará. Falantes monolíngues pronunciam-nas como  [æ] [ɪ] e [ʊ], embora possam ser usadas as vogais /a/ /i/ e /u/ do espanhol. Quando junto a vogais uvulares como /q/, /qʼ/ e /qʰ/, as três vogais ficam mais como [ɑ], [ɛ] e [ɔ] respectivamente.

### Consoantes
|                              | Labial | Alveolar | Pós-alveolar | Palatal | Velar | Uvular | Glotal |
| plosiva / africada           | p      | t        | tʃ           |         | k     | q      |        |
| aspirada plosiva ou africada | pʰ     | tʰ       | tʃʰ          |         | kʰ    | qʰ     |        |
| ejetiva                      | p’     | t’       | tʃ’          |         | k’    | q’     |        |
| fricativa                    |        | s        |              |         |       |        | h      |
| nasal                        | m      | n        |              | ɲ       |       |        |        |
| lateral aproximante          |        | l        |              | ʎ       |       |        |        |
| “flap”                       |        | ɾ        |              |         |       |        |        |
| central aproximante          |        |          |              | j       | w     |        |        |

Nenhuma das plosivas ou fricativas é sonora, não sendo a sonoridade fonêmica no quíchua nativo da moderna variante de Cusco.
Cerca de 30% do vocabulário atual do quíchua veio do espanhol, e, assim, certos sons do espanhol como /f/, /b/, /d/ e /g/ devem ter ficado fonêmicos, mesmo para os que só falam o quíchua.

### Ortografia
O quíchua usa o alfabeto latino desde a conquista espanhola, porém a lingual escrita é pouquíssimo usada pela falta de material gráfico nessa língua.
Até o século XX, o quíchua era escrito com ortografia baseada no espanhol como em Inca, Huayna Cápac, Collasuyo, Mama Ocllo, Viracocha, quipu, tambo, condor, uma ortografia bem familiar a quem usa a Língua espanhola, mantida em todas as palavras que foram do quíchua para outras línguas. 
Em 1975, no governo de Juan Velasco, no Peru, foi adotada nova ortografia para o quíchua, sendo essa a ortografia preferida pela Academia Mayor de la Lengua Quíchua. As palavras citadas acima, por exemplo, são grafadas como: Inka, Wayna Qapaq, Qollasuyu, Mama Oqllo, Wiraqocha, khipu, tampu, kuntur.  
Essa ortografia:
- Usa  w em lugar de hu para o som “w”.
- Distingue velar k de uvular q, onde ambas eram soletradas com c ou qu no sistema tradicional.
- Distingue as “stops” simples, ejetivas e aspiradas nos dialetos (como o de Cuzco) que têm isso (como khipu acima.
- Mantém as cinco vogais do espanhol.

Em 1985, outra variante desse sistema foi adotada pelo governo do Peru, usando só as três vogais quíchua. As grafias ficariam: Inka, Wayna Qapaq, Qullasuyu, Mama Uqllu, Wiraqucha, khipu, tampu, kuntur. 
As diferentes ortografias são controversas no Peru. Defensores das tradicionais alegam que as novas parecem muito "estrangeiras" e que, assim, ficam mais difíceis para quem aprendeu primeiro o espanhol escrito. Os defensores das novas ortografias acreditam que elas vão mais de encontro à real fonologia quíchua e apresentam estudos mostrando que ao se ensinar o sistema de cinco vogais isso causa dificuldades às crianças ao aprender o espanhol depois. 
Escritores diferem ao tratar palavras vindas de outras línguas. Às vezes elas ficam na ortografia moderna, outras vezes numa ortografia mais adaptada ao espanhol. Exemplo: "Eu sou Roberto" pode ser escrito Robertom kani ou Ruwirtum kani.  (-m não é parte do nome, é um sufixo evidencial).
Rodolfo Cerrón-Palomino, lingüista peruano, propôs uma norma ortográfica para todas as formas de quíchua. Essa norma, o quíchua estándar ou Hanan Runasimi, aceito por muitas instituições no Peru, foi feito pela combinação de características conservadoras dos dois dialetos mais comuns: o quíchua ayacucho e o quíchua qusqu-qullaw (falados em Cusco, Puno, e na Bolívia e Argentina).
Exemplo:
| Ayacucho  | Cusquenho | Quíchua do Sul | Tradução               |
| --------- | --------- | -------------- | ---------------------- |
| upyay     | uhyay     | upyay          | "beber"                |
| utqa      | usqha     | utqha          | "rápido"               |
| llamkay   | llank'ay  | llamk'ay       | "trabalhar"            |
| ñuqanchik | nuqanchis | ñuqanchik      | "nós (inclusivo)"      |
| -chka-    | -sha-     | -chka-         | (progressivo - sufixo) |
| punchaw   | p'unchay  | p'unchaw       | "dia"                  |

## Gramática
O quíchua é um idioma aglutinante regular, oposto ao tipo fusional. A conjugação é bi-pessoal, ao concordar não só com o sujeito, mas com o objeto. As frases são Sujeito-Objeto-Verbo (SOV). 
Apresenta muitos sufixos, que indicam tanto o real significado das palavras, com também indicam sutis nuances de significados, o que é comum em línguas andinas. É uma língua muito expressiva, com notáveis características peculiares aos idiomas andinos, tais como a evidencialidade, que indica a fonte e a veracidade do fato, um particípio tópico, sufixos que indicam quem leva vantagem com uma ação, como isso é visto pelo falante, estado mental, veracidade, relação espaço-temporais e outros fatores culturais.

### Pronomes
São sete os pronomes pessoais em quíchua, com dois tipos de "nós": o inclusivo, inclui a pessoa com quem se fala, e o exclusivo, que não inclui a pessoa com quem se fala (nós e você, e nós sem você). O sufixo kuna indica o plural para segunda e terceira pessoas.

### Adjetivos
O adjetivo em quíchua vem sempre antes do substantivo, não varia com gênero ou número, nem com caso. 

### Numeração
- Cardinais: ch'usaq (0), huk (1), iskay (2), kimsa (3), tawa (4), pichqa (5), suqta (6), qanchis (7), pusaq (8), isqun (9), chunka (10), chunka hukniyuq (11), chunka iskayniyuq (12), iskay chunka (20), pachak (100), waranqa (1,000), hunu (1,000,000), lluna (1,000,000,000,000).
- Ordinais: acresce-se apenas a palavra ñiqin após o cardinal (Ex., iskay ñiqin = "segundo"). Há uma única exceção, huk ñiqin ("primeiro"); a expressão ñawpaq também pode ser usada para indicar algo mais restrito como "O primeiro, primordial, o mais antigo".

### Substantivos
As raízes de um substantivo aderem sufixos para indicar a pessoa, o número e o caso. O sufixo que designa a pessoa geralmente antecede o de número. O oposto ocorre no dialeto da localidade de Santiago del Estero.
| Função                   | Função                    | Sufixo         | Exemplo              | (tradução)             |
| ------------------------ | ------------------------- | -------------- | -------------------- | ---------------------- |
| sufixo que indica número | plural                    | -kuna          | wasikuna             | casas                  |
| sufixo possessivo        | 1.pessoa singular         | -y             | wasiy                | minha casa             |
| sufixo possessivo        | 2.pessoa singular         | -yki           | wasiyki              | tua casa               |
| sufixo possessivo        | 3.pessoa singular         | -n             | wasin                | casa dele, dela        |
| sufixo possessivo        | 1.pessoa plural (incl)    | -nchik         | wasinchik            | nossa casa (incl.)     |
| sufixo possessivo        | 1.pessoa plural (excl)    | -y-ku          | wasiyku              | nossa casa (excl.)     |
| sufixo possessivo        | 2.pessoa plural           | -yki-chik      | wasiykichik          | casa de vocês          |
| sufixo possessivo        | 3.pessoa plural           | -n-ku          | wasinku              | casa deles             |
| sufixos de Caso          | Abessivo                  | -naq           | wasinaq              | sem a casa             |
| sufixos de Caso          | Ablativo                  | -manta, -piqta | wasimanta, wasipiqta | for a (saindo da casa) |
| sufixos de Caso          | Acusativo                 | -(k)ta         | wasita               | a casa (objeto)        |
| sufixos de Caso          | Adessivo                  | -(ni)ntin      | wasintin             | a casa (obj.)          |
| sufixos de Caso          | Benefativo                | -paq           | wasipaq              | para a casa            |
| sufixos de Caso          | Causativa                 | -rayku         | wasirayku            | por causa da casa      |
| sufixos de Caso          | Comitativo (instrumental) | -wan           | wasiwan              | com a casa             |
| sufixos de Caso          | Comparativo               | -naw, -hina    | wasinaw, wasihina    | …do que a casa         |
| sufixos de Caso          | Dativo                    | -paq           | wasipaq              | para a casa            |
| sufixos de Caso          | Direcional                | -man           | wasiman              | rumo à casa            |
| sufixos de Caso          | Exclusivo                 | -lla(m)        | wasilla(m)           | só a casa              |
| sufixos de Caso          | Genitivo                  | -p(a)          | wasip(a)             | da casa                |
| sufixos de Caso          | Imediato                  | -raq           | wasiraq              | primeiro a casa        |
| sufixos de Caso          | Inclusivo                 | -piwan, puwan  | wasipiwan, wasipuwan | incluindo a casa       |
| sufixos de Caso          | Interativo                | -pura          | wasipura             | dentre as casas        |
| sufixos de Caso          | Locativo                  | -pi, -traw     | wasipi, wasitraw     | dentro da casa         |
| sufixos de Caso          | Similativo                | -masi          | wasimasi             | vizinho                |
| sufixos de Caso          | Transitivo                | -(rin)ta       | wasinta              | através da casa        |
| sufixos de Caso          | Terminativo               | -kama, -yaq    | wasikama, wasiyaq    | até a casa             |

### Advérbios
Os advérbios são formados pela adição de -ta ou, em alguns casos, -lla a um adjetivo: allin - allinta ("bom  - bem"), utqay - utqaylla ("rápido – rapidamente"). São formados também pela adição dos sufixos aos “demontrativos”: chay ("aquele") - chaypi ("lá"), kay ("este") - kayman ("até agora").
Há muitas origens para os advérbios. Assim como na língua aimará, há uma indicação reversa no sentido de certas expressões com advérbios. O advérbio qhipa significa tanto "atrás" como "futuro", enquanto ñawpa significa tanto "a frente", "em frente" como "passado". A associação de tempos e posições no quíchua e no aimará é oposta às dos demais povos. Para os falantes do quíchua, nos movemos para trás para ie ao futuro e para frente para voltar ao passado.

### Verbos
As formas infinitivas, não conjugadas, têm o sufixo -y (much'a= "beijo"; much'a-y = "beijar"). As terminações intransitivas para o indicativo são:
|           | Presente  | Passado       | Futuro    | Mais-que-perfeito |
| --------- | --------- | ------------- | --------- | ----------------- |
| Ñuqa      | -ni       | -rqa-ni       | -saq      | -sqa-ni           |
| Qam       | -nki      | -rqa-nki      | -nki      | -sqa-nki          |
| Pay       | -n        | -rqa(-n)      | -nqa      | -sqa              |
| Ñuqanchik | -nchik    | -rqa-nchik    | -su-nchik | -sqa-nchik        |
| Ñuqayku   | -yku      | -rqa-yku      | -saq-ku   | -sqa-yku          |
| Qamkuna   | -nki-chik | -rqa-nki-chik | -nki-chik | -sqa-nki-chik     |
| Paykuna   | -n-ku     | -rqa-nku      | -nqa-ku   | -sqa-ku           |

A essas indicações de tempo são adicionados sufixos para indicar certos significados. Exemplos: -cha é usado quando o sujeito provoca a ação; -ku é usado para indicar que o interlocutor age sobre si próprio;- wañuy ("morrer"); wañuchiy ("matar"); wañuchikuy ("cometer suicídio"); -naku é usado para indicar ação recíproca - marq'ay ("abraçar"); marq'anakuy ("abraçar um ao outro"); -chka, para condição contínua - mikhuy ("comer"); mikhuchkay ("estar comendo");

### Partículas gramaticais
Partículas gramaticais  não declinam, não aceitam sufixos, são raras; as mais usadas são: arí ("sim") e mana ("não"), embora mana possa tomar alguns sufixos como -n/-m (manan/manam), -raq (manaraq, ainda não) e -chu (manachu?, ou não?), para intensificar o significado. Também há yaw ("ei", "olá"); Há algumas palavras que vieram do Espanhol como piru (de pero "mas") e sinuqa (from sino "exceto").

### Evidencialidade
Quase todas frases em quíchua apresentam sufixos de evidencialidade, que indicam o quão certo está o falante acerca da veracidade do fato: -mi indica certeza pessoal (Tayta Wayllaqawaqa chufirmi, "O sr. Huayllacahua é um motorista" - certeza absoluta); -si expressa “ouvir falar” (Tayta Wayllaqawaqa chufirsi, "O sr. Huayllacahua é um motorista" - a pessoa ouviu falar); -chá expressa probabilidade (Tayta Wayllaqawaqa chufirchá, "O sr. Huayllacahua é um motorista"  - provavelmente).  
Depois de vogais essas três evidencialidades ficam simplificadas para -m, -s, -ch. Desse modo, o -chtem muito pouco uso. Muitos falantes usam o -chá mesmo com vogais (Mariochá, "Esse é Mário" - provavelmente).
Esse sufixos evidenciais não são usados só em substantivos, mas podem se juntar a outras palavras duma frase, em especial em comentários contrários ao esperado.

## Vocabulário
Muitas palavras originárias do quíchua foram para outros idiomas através do espanhol, como é o caso de coca, condor, guano, jerky (comida), llama, pampa, puma, quinine, quinoa, vicuña e, talvez, gaucho. As influências do quíchua sobre o espanhol são visíveis, como em chuchaqui ("ressaca de bebida") no Equador; e nas diversas formas para designar os males causados pela altitude: na Bolívia, sorojchi; na Argentina, Colômbia, Equador e Peru, soroche.
O quíchua também se apropriou de palavras do espanhol como pero (de pero, "mas"), bwenu (de bueno, "bom") e burru (de burro).

## Amostra de texto
Em quíchua
Tukuy kay pachaman paqarimujkuna libres nasekuntu tukuypunitaj kikin obligacionesniycjllataj, jinakamalla honorniyojtaj atiyniyojtaj, chantaqa razonwantaj concienciawantaj dotasqa kasqankurayku, kawsaqe masipura jina, tukuy uj munakuyllapi kawsakunanku tian.
Em português
" Todos seres humanos nascem livres e iguais em dignidade e direitos. São providos de razão e consciência e devem agir em relação uns aos outros num espírito de fraternidade."  (Artigo 1- Declaração Universal dos Direitos Humanos).

## Star Wars
O hutês, língua ficcional do filme Star Wars, falado pelo personagem Jabba, the Hut, se baseia no quíchua. Conforme Jim Wilce, professor-assistente de antropologia da Universidade do Norte do Arizona, George Lucas chamou seu colega Allen Sonafrank para preparar o diálogo. Wilce e Sonafrank discutiram o assunto e chegaram a propor que houvesse um alienígena que falasse quíchua, em função das ideias de Erich von Däniken (autor de Eram os Deuses Astronautas), segundo o qual os monumentos incas teriam sido criações de extraterrestres. Sonafrank desistiu da ideia, mas um estudante de graduação que pronunciava mas não falava o idioma, gravou as palavras do personagem Greedo. Para evitar ofender os quíchuas, o diálogo foi rodado ao contrário e gravado assim. 

## Falantes famosos
O ex-presidente do Equador, Rafael Correa, é falante fluente de quíchua.

### Mais literatura
- Adelaar, Willem F. H. Tarma Quíchua: Grammar, Texts, Dictionary. Lisse: Peter de Ridder Press, 1977.
- Bills, Garland D., Bernardo Vallejo C., and Rudolph C. Troike. An Introduction to Spoken Bolívian Quíchua. Special publication of the Institute of Latin American Studies, the University of Texas at Austin. Austin: Published for the Institute of Latin American Studies by the University of Texas Press, 1969. ISBN 0-292-70019-9
- Gifford, Douglas. Time Metaphors in Aymara and Quíchua. St. Andrews: University of St. Andrews, 1986.
- Harrison, Regina. Signs, Songs, and Memory in the Andes: Translating Quíchua Language and Culture. Austin: University of Texas Press, 1989. ISBN 0-292-77627-6
- Jake, Janice L. Grammatical Relations in Imbabura Quíchua. Outstanding dissertations in linguistics. New York: Garland Pub, 1985. ISBN 0-8240-5475-X
- King, Kendall A. Language Revitalization Processes and Prospects: Quichua in the Ecuadorian Andes. Bilingual education and bilingualism, 24. Clevedon, UK: Multilingual Matters LTD, 2001. ISBN 1-85359-495-4
- King, Kendall A., and Nancy H. Hornberger. Quíchua Sociolinguistics. Berlin: Mouton de Gruyter, 2004.
- Lara, Jesús, Maria A. Proser, and James Scully. Quíchua Peoples Poetry. Willimantic, Conn: Curbstone Press, 1976. ISBN 0-915306-09-3
- Lefebvre, Claire, and Pieter Muysken. Mixed Categories: Nominalizations in Quíchua. Studies in natural language and linguistic theory, [v. 11]. Dordrecht, Holland: Kluwer Academic Publishers, 1988. ISBN1556080506
- Lefebvre, Claire, and Pieter Muysken. Relative Clauses in Cuzco Quíchua: Interactions between Core and Periphery. Bloomington, Ind: Indiana University Linguistics Club, 1982.
- Muysken, Pieter. Syntactic Developments in the Verb Phrase of Ecuadorian Quíchua. Lisse: Peter de Ridder Press, 1977. ISBN 90-316-0151-9
- Nuckolls, Janis B. Sounds Like Life: Sound-Symbolic Grammar, Performance, and Cognition in Pastaza Quíchua. Oxford studies in anthropological linguistics, 2. New York: Oxford University Press, 1996. ISBN
- Parker, Gary John. Ayacucho Quíchua Grammar and Dictionary. Janua linguarum. Series practica, 82. The Hague: Mouton, 1969.
- Sánchez, Liliana. Quíchua-Spanish Bilingualism: Interference and Convergence in Functional Categories. Language acquisition & language disorders, v. 35. Amsterdam: J. Benjamins Pub, 2003. ISBN 1-58811-471-6
- Weber, David. A Grammar of Huallaga (Huánuco) Quíchua. University of California publications in linguistics, v. 112. Berkeley: University of California Press, 1989. ISBN 0-520-09732-7

•	Wright, Ronald, and Nilda Callañaupa. Quíchua Phrasebook. Hawthorn, Vic., Australia: Lonely Planet, 1989. ISBN 0-86442-039-0